# Ahmet Davutoğlu
Ahmet Davutoğlu (ahˈmet ˈdavutoːɫu), född 26 februari 1959, är en turkisk politiker. Han var Turkiets premiärminister mellan den 28 augusti 2014 och 24 maj 2016. Han är utbildad statsvetare och ambassadör. Han var Turkiets utrikesminister från 2009 till 2014. Utöver turkiska talar han engelska, tyska och arabiska.